# Geissolepis
Geissolepis là một chi thực vật có hoa trong họ Cúc (Asteraceae).

## Loài
Chi Geissolepis gồm các loài: